# Dysderella
Dysderella is een geslacht van spinnen behorend tot de familie celspinnen (Dysderidae).

## Soorten
- Dysderella caspica (Dunin, 1990)
- Dysderella transcaspica (Dunin & Fet, 1985)